# Pete Rozelle
Pete Rozelle, nato Alvin Ray Rozelle (South Gate, 1º marzo 1926 – Rancho Santa Fe, 6 dicembre 1996), è stato un dirigente sportivo statunitense.

## Carriera
È stato commissario della National Football League (NFL), la lega sportiva di football americano statunitense, dal gennaio 1960 al novembre 1989. In questo suo incarico è stato preceduto da Austin Gunsel e succeduto da Paul Tagliabue.
Nel 1963 è stato nominato Sportsman of the Year, mentre nel 1985 è stato inserito nella Pro Football Hall of Fame.